# 존사마치
존사마치(일본어: 尊師マーチ)는 옴진리교의 종교 노래 중 하나로, 옴 진리교 관련 샵 등에서 카세트 테이프로 발매되었다. 기억하기 쉽고 경쾌한 멜로디가 특징.